# Sten Mellgren
Sten Robert Fredrik Mellgren  (* 28. August 1900 in Oskarshamn; † 3. September 1989 in Stockholm) war ein schwedischer Fußballspieler.

## Spielerkarriere
Mellgren begann seine Spielerkarriere bei Råsunda IS. 1920 schloss er sich IFK Stockholm an und wechselte 1924 zu AIK Solna.
Er nahm am Fußballturnier der Olympischen Spiele 1924 teil, wo er im ersten Spiel um die Bronzemedaille gegen die Niederlande, welches 1:1 nach Verlängerung ausging, zum Einsatz kam. Beim schwedischen 3:1-Sieg im Wiederholungsspiel wurde er nicht berücksichtigt.

## Außerhalb des Fußballs
Wie viele andere skandinavische Fußballspieler dieser Zeit spielte auch Mellgren im Winter Eishockey und Bandy.
Hauptberuflich arbeitete er als Versicherungsvertreter und später als Journalist. Während des Zweiten Weltkriegs war er Motorsportjournalist bei Dagens Nyheter und arbeitete als Chefredakteur der Zeitschrift Lastbilen des schwedischen Lkw-Verbands.
Von 1940 bis 1945 war Mellgren Sprecher des schwedischen nationalen Gasunternehmens Statens Gengasnämnd.